# Антигенпрезентувальна клітина

Презентація антигену стимулює незрілі Т-клітини стати або зрілими цитотоксичними клітинами CD8^{+}, або зрілими хелперами CD4^{+}.

Антигенпрезентуюча клітина (АПК) — це клітина, на поверхні якої виставляється антиген, зв’язаний білками головного комплексу гістосумісності (MHC); цей процес відомий як презентація антигену. Т-клітини можуть розпізнавати ці комплекси за допомогою своїх Т-клітинних рецепторів (TCR). АПК обробляють антигени ("процесінг") і презентують їх Т-клітинам.
Майже всі типи клітин можуть певним чином презентувати антигени. Вони зустрічаються в різних типах тканин. Професійні АПК, включаючи макрофаги, В-клітини та дендритні клітини, презентують чужорідні антигени Т-хелперам, тоді як інфіковані вірусом клітини (або ракові клітини) можуть презентувати антигени, що з'являються всередині клітини, цитотоксичним Т-клітинам. На додаток до сімейства білків MHC, презентація антигену залежить від інших спеціалізованих сигнальних молекул на поверхнях як АПК, так і Т-клітин.
АПК є життєво важливими для ефективної адаптивної імунної відповіді, оскільки функціонування як цитотоксичних Т-клітин, так і Т-хелперів залежить від АПК. Презентація антигену дозволяє визначити специфічність адаптивного імунітету і може сприяти імунній відповіді проти внутрішньоклітинних і позаклітинних патогенів. АПК також беруть участь у захисті від новоутворень. Деякі методи лікування пухлин передбачають створення штучних АПК, щоб "націлити" адаптивну імунну систему на злоякісні клітини.

## Види та функції
АПК поділяються на дві категорії: професійні та непрофесійні. Ті, які експресують молекули MHC класу II разом із костимулюючими молекулами та рецепторами розпізнавання паттерну, часто називають професійними АПК. Непрофесійні АПК експресують молекули MHC класу I.
Т-клітини повинні бути активовані, перш ніж вони зможуть поділитися і виконувати свою функцію. Це досягається шляхом взаємодії з професійним АПК, який презентує антиген для розпізнавання Т-клітинним рецептором. АПК, що бере участь в активації Т-клітин, зазвичай є дендритною клітиною. Т-клітини не можуть розпізнати (і тому не можуть реагувати на) «вільні» або розчинні антигени. Вони можуть розпізнавати й реагувати лише на антиген, який був "оброблений" і презентований їм через молекули-переносники, такі як молекули MHC. Т-хелпери можуть розпізнавати екзогенний антиген, презентований на МНС класу II; цитотоксичні Т-клітини можуть розпізнавати ендогенний антиген, презентований на МНС класу I. Більшість клітин організму можуть презентувати антиген цитотоксичним Т-клітинам через МНС класу I; однак термін «антигенпрезентувальна клітина» часто використовується спеціально для опису професійних АПК. Такі клітини експресують молекули MHC класу I та MHC класу II і можуть стимулювати Т-хелпери, а також цитотоксичні Т-клітини.
АПК також можуть презентувати чужорідні та власні ліпіди Т-клітинам і NK-клітинам за допомогою білків сімейства CD1, які структурно подібні до сімейства MHC класу I.

### Професійні АПК
Професійні АПК спеціалізуються на представленні антигенів Т-клітинам. Вони дуже ефективні при інтерналізації (поглинанні) антигенів, або шляхом фагоцитозу (наприклад, макрофаги), або шляхом рецептор-опосередкованого ендоцитозу (В-клітини), "розбираючи" антиген на пептидні фрагменти, а потім презентуючи ці пептиди (зв’язані з молекулою MHC класу II) на своїй мембрані. Т-клітина розпізнає і взаємодіє з молекулярним комплексом антиген-MHCII на мембрані АПК. Потім АПК виробляє додатковий костимуляторний сигнал, що призводить до активації Т-клітини. Експресія костимулюючих молекул і MHCII є визначальними ознаками професійних АПК. Усі професійні АПК також експресують молекули MHC класу I.
Основними типами професійних АПК є дендритні клітини, макрофаги та В-клітини.

#### Дендритні клітини
Дендритні клітини (ДК) мають найширший діапазон презентації антигену і необхідні для активації наївних Т-клітин. ДК представляють антиген як Т-хелперам, так і цитотоксичним Т-клітинам. Вони також можуть виконувати перехресну презентацію, процес, за допомогою якого вони презентують екзогенний антиген на молекулах MHC класу I цитотоксичним Т-клітинам. Перехресна презентація дозволяє активувати ці Т-клітини. ДК також відіграють роль у периферичній толерантності, що сприяє профілактиці аутоімунних захворювань.
До того, як зіткнутися з чужорідним антигеном, ДК експресують дуже низькі рівні МНС класу II і костимулюючих молекул на своїй клітинній поверхні. Ці незрілі ДК неефективні для презентації антигену Т-хелперам. Після того, як рецептори розпізнавання патернів ДК розпізнають молекулярний патерн, пов’язаний з патогеном, антиген фагоцитується, і ДК активується, посилюючи експресію молекул MHC класу II. Вона також посилює регуляцію кількох костимулюючих молекул, необхідних для активації Т-клітин, включаючи CD40 і B7. Остання може взаємодіяти з CD28 на поверхні CD4+ Т-клітини. Тоді ДК стає повністю зрілою професійною АПК. Вона рухається від тканини до лімфатичних вузлів, де зустрічається з Т-клітинами і активує їх.

#### Макрофаги
Макрофаги можуть бути стимульовані інтерферонами, які секретуються Т-клітинами. Після цієї активації вони здатні експресувати МНС класу II і костимулюючі молекули, включаючи комплекс В7, і можуть презентувати фагоцитовані пептидні фрагменти Т-хелперам. Активація може допомогти макрофагам, інфікованим патогеном, позбутися інфекції. Походячи від моноцитів, типу білих кров’яних клітин, вони циркулюють з кров’ю та потрапляють в уражені ділянки тіла та диференціюються від моноцитів до макрофагів. В ураженій ділянці макрофаг оточує збудник інфекції або пошкоджену клітину своєю мембраною за механізмом, який називається фагоцитоз.

#### В-клітини
В-клітини можуть інтерналізувати антиген, який зв'язується з їх В-клітинним рецептором, і презентувати його Т-хелперам. На відміну від Т-клітин, В-клітини можуть розпізнавати розчинний антиген, до якого їхній В-клітинний рецептор є специфічним. Потім вони можуть обробляти антиген і презентувати пептиди за допомогою молекул MHC класу II. Коли Т-хелпер з TCR, специфічним до цього пептиду, зв’язується з В-клітиною, маркер останньої CD40 зв’язується з CD40L на поверхні Т-хелпера. При активації Т-клітиною В-клітина може пройти процеси перемикання ізотипу антитіл, дозрівання спорідненості антитів, а також утворення клітин пам’яті.

### Непрофесійні АПК
Непрофесійні АПК включають усі типи клітин організму з ядром. Вони використовують молекулу MHC класу I, поєднану з бета-2 мікроглобуліном, щоб презентувати ендогенні пептиди на своїй клітинній мембрані. Ці пептиди виникають всередині самої клітини, на відміну від екзогенного антигену, який презентують професійні АПК з використанням молекул MHC класу II. Цитотоксичні Т-клітини здатні взаємодіяти з ендогенним антигеном, презентованим за допомогою молекули MHC класу I. Непрофесійні АПК зазвичай не експресують молекули MHC класу II. Проте було помічено, що презентація антигену Т-хелперам через MHC класу II не обмежується класичними професійними АПК. До цього можуть бути знатні інші лейкоцити, включаючи гранулоцити, такі як тучні клітини та нейтрофіли, а також, за певних обставин, ендотеліальні та епітеліальні клітини. Незважаючи на це, існує мало доказів того, що ці атипові АПК здатні активувати наївні Т-клітини.

## Взаємодія з Т-клітинами
Після того як ДК фагоцитують патогени, вони зазвичай мігрують у широку мережу лімфатичних судин і переносяться лімфотоком до колекторних лімфатичних вузлів. Кожен лімфатичний вузол є точкою збору, де АПК можуть взаємодіяти з Т-клітинами. Під час міграції ДК проходять процес дозрівання: вони втрачають більшу частину своєї здатності подальшого поглинання патогенів і дозрівають шляхом зміни поверхневої експресії МНС і костимулюючих молекул, а також збільшують виробництво цитокінів. Інтерналізований антиген розщеплюється на менші пептиди, що містять епітопи, які потім презентуються Т-клітинам за допомогою MHC.
В-клітини знаходяться в лімфатичних вузлах. Після того, як їх В-клітинний рецептор зв’язується з антигеном, вони можуть взаємодіяти з активованими Т-хелперами, як описано вище.
ДК, яка взаємодіє з уже активованим Т-хелпером, може активуватися ("ліцензуватися"). Це відбувається через взаємодію костимулюючих молекул, включаючи B7 і CD40, на ДК, з лігандом CD28 і CD40 на Т-клітині. Тільки "ліцензовані" дендритні клітини здатні активувати цитотоксичні Т-клітини.  Т-клітинне "ліцензування" дендритних клітин є ключовим для активації цитотоксичних Т-клітин щодо багатьох патогенів, хоча ступінь, до якої потрібна допомога Т-клітин, може відрізнятися.
На молекулах МНС класу I та класу II можуть бути представлені лише певні епітопи інтерналізованого пептиду. Ці епітопи називають імунодомінантними.

## Лікування раку
Природно, АПК відіграють роль у боротьбі з новоутвореннями через стимуляцію В-клітин і цитотоксичних Т-клітин,що, відповідно, призводить до вироблення антитіл проти пов’язаного з пухлиною антигену та знищення злоякісних клітин. ДК, які презентують пухлиноспецифічний антиген Т-клітинам, є ключовими для цього процесу. Перспективним напрямком лікування новоутворень може бути збільшення кількості ДК або специфічних проти пухлини Т-клітин. Існують перспективні методи лікування раку, засновані на генетичному конструюванні штучних АПК, призначених для того, щоб підготувати імунну систему до атаки на злоякісні клітини. Деякі штучні АПК отримують з клітин людини; інші є безклітинними, містять білки MHC, костимулюючі молекули та необхідні пептиди.
Активатор АПК IMP321 тестується у клінічних дослідженнях з прискорення імунної реакції для усунення метастатичного раку молочної залози або меланоми.